# Carl Czerny
Carl Czerny (Bécs, 1791. február 21. – Bécs, 1857. július 15.) osztrák zenepedagógus, zeneszerző és zongorista.

## Életútja
Zongoratanulmányait cseh származású apjánál, Václavnál kezdte, később órákat vett Johann Nepomuk Hummeltől, Antonio Salieritől és Ludwig van Beethoventől, valamint Muzio Clementitől. A tehetséges Czerny a kiváló zenetanárok kezében gyorsan haladt zenei tanulmányaival, és már 15 éves korára maga is tanítani kezdett. Tanítványai közé tartozott többek között Liszt Ferenc és Theodor Leschetitzky, ezenkívül Sigismund Thalberg, Theodor Döhler, Alfred Jaëll, Theodor Kullak és mások. 1836-ban Lipcsében, 1837-ben Párizsban, Londonban, 1846-ban Észak-Itáliában hangversenyezett.

## Munkássága
Művei közül leginkább „ujjgyakorlatait”, zongoraetűdjeit ismerjük. Átiratait is beszámítva, talán 1000-nél is több műve jelent meg, 24 mise, 4 requiem, 300 graduále és offertórium, szimfóniák, nyitányok, kamarazene, de legtöbbnyire oktató jellegűek. Nevezetesebbek közülük: A folyékony játék iskolája (Schule der Geläufigkeit); Az ujjkészség iskolája, 40 mindennapos gyakorlat (337. mű); Az egybeolvadón és szaggatottan játszás iskolája (Sch. d. Legato und Staccato); A cifrázatok iskolája (Sch. de. Verzierungen); A fugajátszás iskolája; A virtuóz iskola; A bal kéz iskolája; és: Toccata kemény C hangsorban (92. mű). Ezenkívül megjelentek tőle: Umriss der ganzen Musikalgeschichte (Mainz, 1851); Praktische Schule der Composition (angolul és németül London és Bern. 1849, 3 rész) stb.